# Piotr Lebiediew
Piotr Nikołajewicz Lebiediew (ros. Пётр Никола́евич Ле́бедев; ur. 24 lutego?/8 marca 1866 w Moskwie, zm. 1 marca?/14 marca 1912 tamże) – rosyjski fizyk, profesor Uniwersytetu w Moskwie, twórca pierwszej w Rosji szkoły fizyków.
Szczególnie duże znaczenie miały prace Lebiediewa z dotyczące ciśnienia wywieranego na ciała przez fale świetlne. W roku 1900 wykrył istnienie ciśnienia światła na ciała stałe, a w roku 1907 – na ciała gazowe.